# Tahith Chong
Tahith Chong (em chinês, 鍾達希; Willemstad, 4 de Dezembro de 1999) é um futebolista profissional curaçauense que joga como meia e atacante. Atualmente joga pelo Luton Town.[carece de fontes?]

## Vida pessoal
Nascido em Curaçau, então integrante das Antilhas Neerlandesas, possui parcial origem chinesa. Mais tarde, mudou-se para Roterdão, Países Baixos, a fim de prosseguir para um clube profissional.

## Carreira em clubes

### Feyenoord
Chong se juntou aos juvenis do Feyenoord aos 10 anos, e atraiu o interesse de vários clubes da Premier League aos 16 anos de idade. Em setembro de 2014, Chong participou da Premier Cup de Manchester no Carrington Training Ground , onde foi visto pelos batedores do Manchester United. No início de 2016, Chong estava prestes a ingressar no Chelsea. Mas em abril de 2016, anunciou que iria se juntar ao Manchester United depois que o Feyenoord não conseguiu "fazer um plano" para ele. Mudou-se para a Inglaterra junto com seus pais.

### Manchester United
A transferência foi oficializada três meses depois de receber a liberação internacional. Ligando-se inicialmente aos Sub-18, Chong marcou o único golo do seu clube na época de 2016–17 da FA Cup juvenil, ao sofrer uma saída para o Southampton. No mês seguinte, ele foi descartado pelo restante da temporada depois de sofrer uma lesão no ligamento cruzado. Fez seu retorno dez meses depois, para os Sub-23. Chong foi nomeado para o Prêmio Jimmy Murphy de Melhor Juvenil do Ano, em maio de 2018.

#### 2018-19 temporada: estreia adulta
Em julho de 2018, Chong foi convocado para a primeira equipe para sua turnê de pré-temporada nos Estados Unidos. Em seu jogo de estreia, ele atuou como substituto no segundo tempo em um empate de 1 a 1 contra o Club América, seguido de um empate sem gols com o San Jose Earthquakes. Chong também fez aparições nas derrotas para o Liverpool e Bayern Munique.
A 23 de Outubro, foi convocado pela primeira vez como suplente, não utilizado, na derrota por 1-0 para a Juventus na UEFA Champions League. Após a nomeação de Ole Gunnar Solskjær como treinador interino, Chong foi convocado como suplente na vitória por 2-1 sobre o Newcastle United. Três dias depois, ele fez sua estreia competitiva substituindo Juan Mata aos 62 minutos de uma vitória por 2-0 da FA Cup contra Reading. Chong fez sua estreia na Premier League em 2 de março de 2019, substituindo Marcus Rashford aos 95 minutos da vitória do Manchester United por 3 a 2 sobre o Southampton.

## Carreira internacional
Chong representou os Países Baixos no Campeonato da Europa Sub-17 de 2016 e marcou o único gol nas quartas-de-final contra a Suécia.